# Andrena colletina
Andrena colletina är en biart som beskrevs av Cockerell 1906. Andrena colletina ingår i släktet sandbin, och familjen grävbin. Inga underarter finns listade i Catalogue of Life.